# 約翰斯頓山
約翰斯頓山（英語：Mount Johnston）是南極洲的山峰，位於麥克羅伯特森地，處於費希爾山以西，屬於查爾斯王子山脈的一部分，海拔高度1,770米，現時由南極條約體系管理。